# Iglesia de la Merced (Rancagua)
La Iglesia de la Merced es un templo católico ubicado en la ciudad de Rancagua, Chile, en el costado norte de la Plaza de Los Héroes, específicamente en la intersección de las calles Cuevas y Estado. Pertenece a la Orden de la Merced. Sirvió de refugio de las tropas patriotas en la Batalla de Rancagua en 1814 y es Monumento Histórico.

## Historia

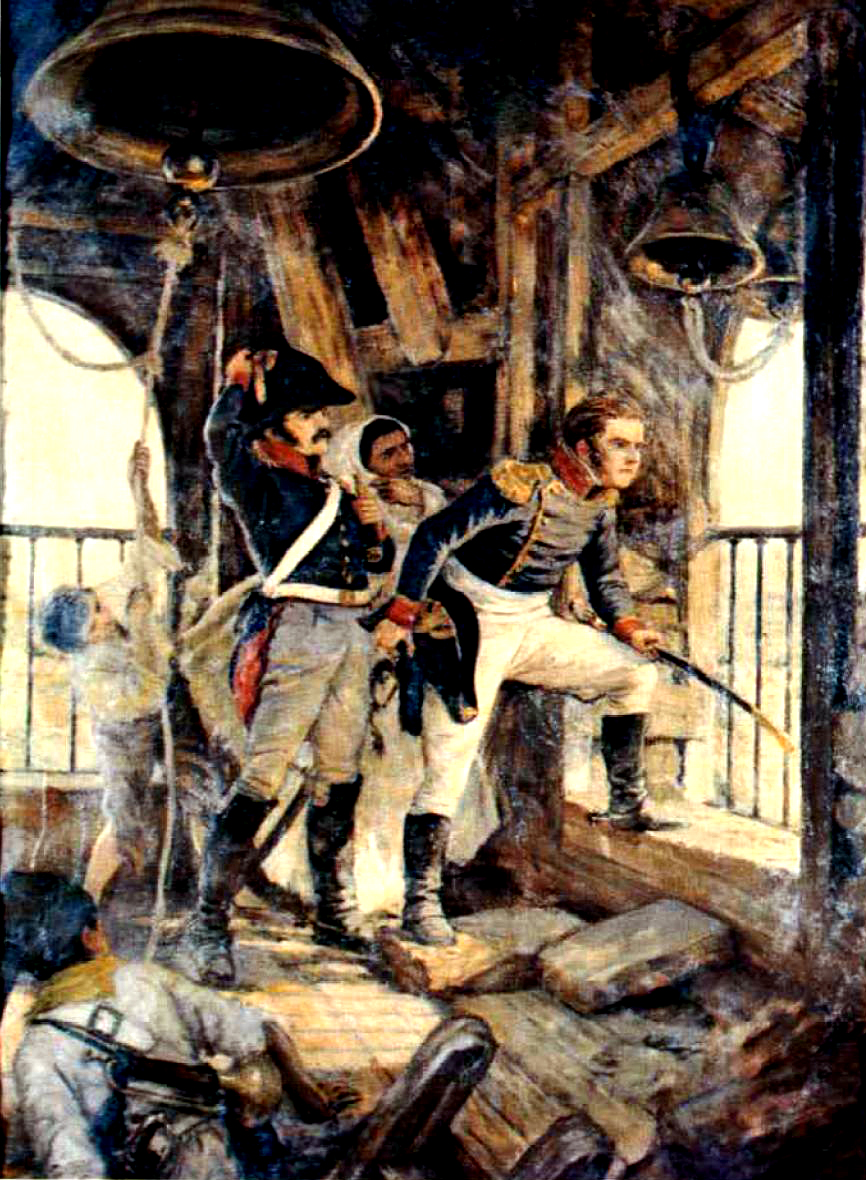
Bernardo O'Higgins en la torre de la Iglesia durante la Batalla de Rancagua.

En la fundación de Rancagua en 1743, en ese entonces llamada Villa Santa Cruz de Triana, el Cabildo de la ciudad asignó el solar ubicado una cuadra al norte de la plaza central —la actual Plaza de Los Héroes— a la Orden de la Merced. El 4 de marzo de 1758 el Capítulo Provincial de la Orden estableció por decreto la fundación del Convento de San Ramón Nonato para la Villa Santa Cruz de Triana.
Los mercedarios construyeron la primera iglesia del Convento de La Merced entre 1750 y 1754, con el nombre San Ramón Nonato. Ese templo fue reemplazado a fines del siglo XVIII por el actual, conocido como Iglesia de La Merced.
El hito más importante de la historia del templo sucedió el 1 y 2 de octubre de 1814, cuando el general Bernardo O'Higgins se refugió en la torre para dirigir desde allí la defensa de las tropas que combatían a los realistas, y donde esperó en vano la llegada de José Miguel Carrera para auxiliar a los patriotas. La derrota de estos últimos, conocida como el Desastre de Rancagua, marcó el fin de la Patria Vieja y dio paso a la Reconquista.
La Iglesia de La Merced fue declarada Monumento Histórico por Ley 10.616 del 11 de noviembre de 1954.
Durante la década de 2000 la iglesia presentó progresivos daños estructurales, los que concluyeron con la destrucción parcial de la iglesia en el terremoto que afectó Chile el 27 de febrero de 2010. Actualmente se realizan tareas de reconstrucción de la iglesia, para cuya restauración fueron aprobados 2 mil 117 millones de pesos del Gobierno Regional para rehabilitar tanto su estructura (cerca de 2 900 m² de los dos pisos del templo, la casa parroquial y el noviciado) como los patios interiores y la plazoleta de su exterior.

## Arquitectura

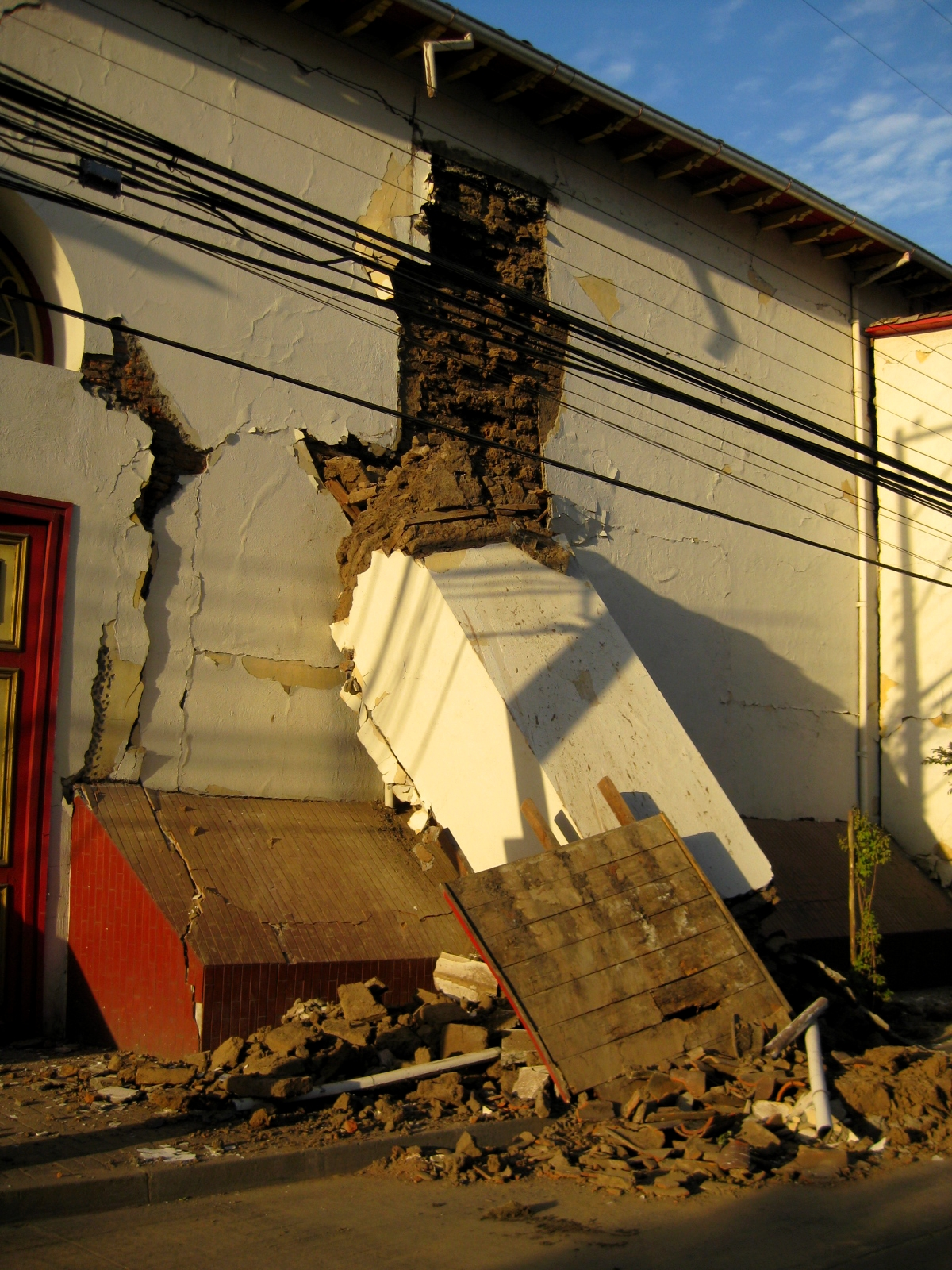
Daños en la iglesia tras el terremoto de 2010.

La nave del templo es de forma rectangular, con una proporción de 1:4, con el largo en los lados norte y sur. Los muros están construidos con adobe, y tienen 1,2 m de grosor. El muro sur, que da a calle Cuevas, fue reforzado por machones. Los cimientos de la iglesia son de piedra bolón.
El techo está cubierto con tejas de arcilla, y la torre de la iglesia, continua a la fachada, tiene un tambor octogonal de madera, con un chapitel curvo de ocho faldones forrados en cobre.

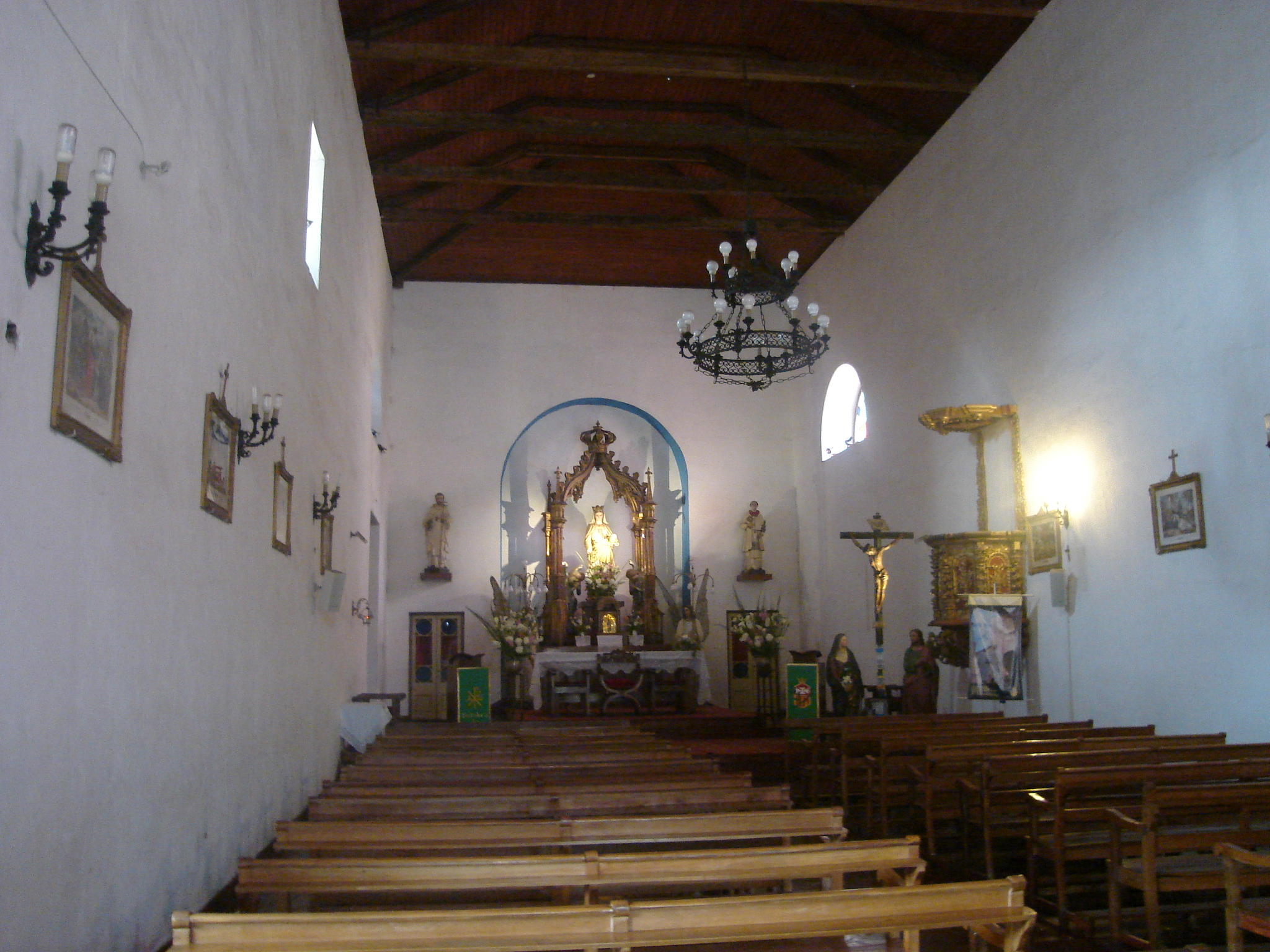
Interior de la Iglesia de La Merced antes del terremoto de 2010.
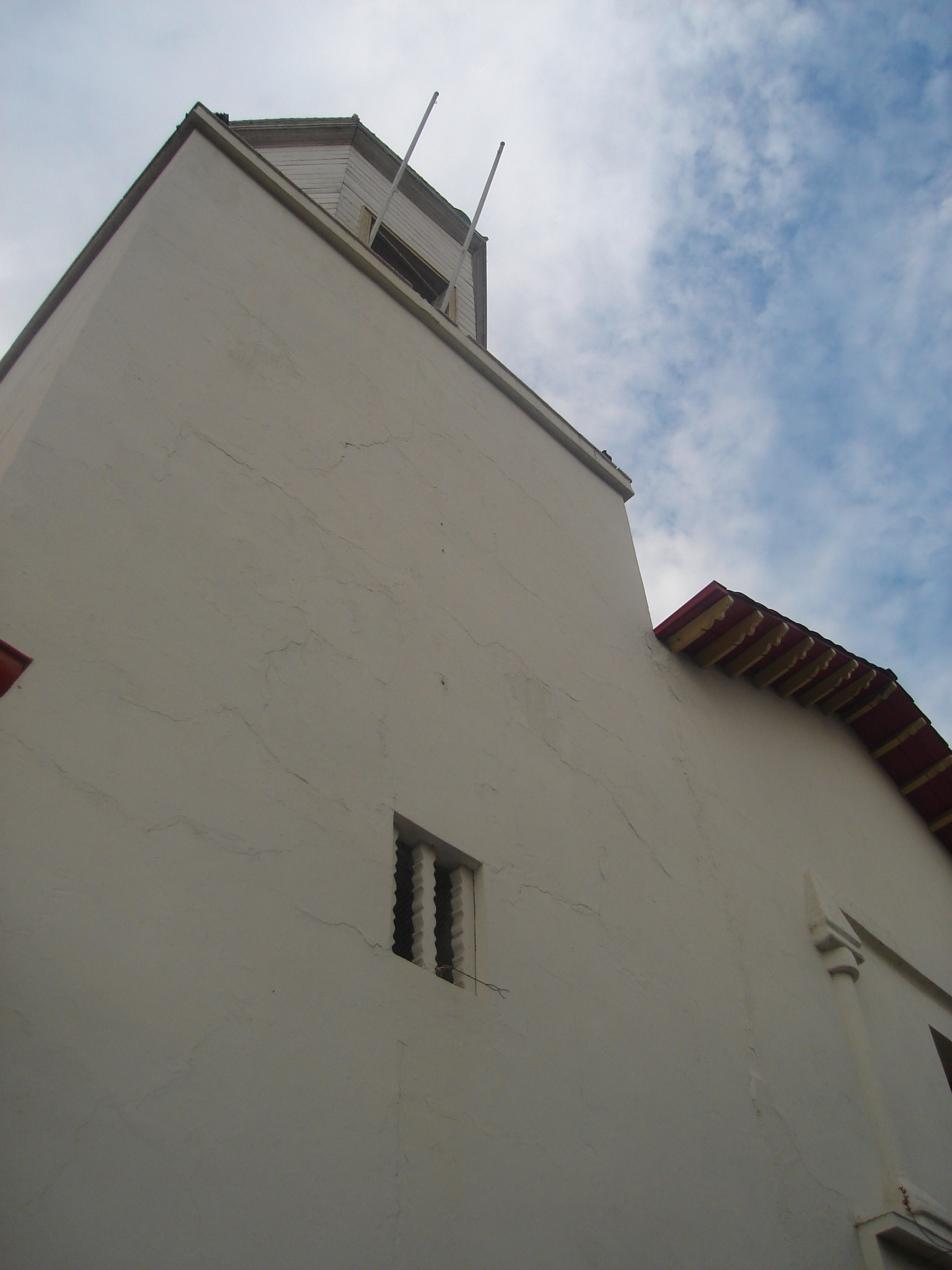
Torre de la Iglesia.

## Entorno
El entorno del templo, formado por la manzana ubicada entre las calles Estado por el oeste, Cuevas por el sur, Mujica por el norte y Alcázar por el este, fue declarada Zona Típica por Decreto Supremo 8 del 7 de enero de 1974.
En dicha Zona Típica destaca la Plaza de La Merced, ubicada en la intersección de las calles Estado y Cuevas, y que constituye el ingreso a la Iglesia de La Merced, además de viviendas y comercio menor. En enero de 2007 el inmueble fachada en cuestión estaba en el borde norte de la Plaza de la Merced fue demolido sin autorización del Consejo de Monumentos Nacionales.